# Hilara dissimilis
Hilara dissimilis är en tvåvingeart som beskrevs av Collin 1941. Hilara dissimilis ingår i släktet Hilara och familjen dansflugor. Inga underarter finns listade i Catalogue of Life.